# Mazinger Z
Mazinger Z (マジンガーZ Majingā Zetto?) es una serie de manga y anime creada por el dibujante y guionista japonés Gō Nagai. En el estilo de ficción, Mazinger Z fue el primer robot gigante tripulado por un protagonista, marcando las bases del género mecha, que tomaría fuerza tras el éxito de esta franquicia.
La historia de la serie trata sobre un grupo de científicos que disponen de un robot gigante en su lucha contra las fuerzas malignas del Dr. Hell (también conocido como Dr. Infierno en algunos países de habla hispana). El manga fue publicado por primera vez el 2 de octubre de 1972 en el semanario Shōnen Jump. En 2009, la serie se reeditó en un nuevo manga titulado Shin Mazinger Shōgeki! Z hen, que incluyó novedades en la historia. El anime de Mazinger Z, por su parte, se estrenó en el canal Fuji TV el 3 de diciembre de 1972.
En enero de 2001, la revista Animage publicó una lista sobre los animes más populares de todos los tiempos, en la que Mazinger Z se colocó en el número 11. Industria Animación considera a Mazinger al igual que a Robotech, como una de las mejores series anime mecha mientras que Guillermo del Toro admitió haberse inspirado en Mazinger al momento de crear Pacific Rim. De manera similar, Michael Bay habla respecto a la influencia que tuvo la serie en la franquicia de Transformers.

## Orígenes
Kishioshi Nagai, más conocido como Gō Nagai, siempre ha confesado su pasión por la serie animada Tetsujin 28-gō (Gigantor), creada por Mitsuteru Yokoyama en 1956 –también conocida como Ironman 28 en México–, que trataba de un robot gigantesco muy poderoso y sin armamento que tan solo se valía de su fuerza para luchar contra las fuerzas del mal. Este robot estaba guiado por un niño a través de un control remoto. Esta peculiaridad de controlar un robot desde un dispositivo remoto, se había dado en el género Mecha desde sus comienzos en 1948 mientras que Mazinger fue una innovación en el estilo.
Otra de las series que fascinaba a Gō era Tetsuwan Atomu (Astroboy), creado por Osamu Tezuka como un manga en 1951. Este personaje también pasó al anime en 1963 y trataba de un robot creado por el Dr Tenma que había intentando crear un duplicado a imagen y semejanza de su hijo fallecido. Sin embargo, aparte de total autonomía y del raciocinio propio de un niño de seis años, el profesor Tenma había dotado a su creación de poderes especiales: una fuerza sobrehumana, súper-oído, vista de rayos X y la capacidad de volar.
Gō Nagai deseó hacer su propia serie animada de robots. Su primer manga en esa dirección fue Getter Robot. Sin embargo, sentía que su proyecto no le satisfacía pues tomaba prestado mucho de las series de sus mentores. Cierto día, estando Nagai atrapado en un atasco de tráfico, pensó que sería fantástico que a su coche le salieran piernas y así poder sortear el resto de automóviles parados por encima. De esta idea nació su inspiración: un robot gigante que podría ser controlado desde su interior, como si fuera un automóvil. Además, poco más tarde tendría la idea de un primer robot transformable, el Getter Robot y Groizer X, aún antes de concebirse series como Voltron, Macross y Transformers. 
En sus conceptos originales, el título para la serie era Energer Z, que era controlado por una motocicleta que accedía por la parte posterior de su cabeza. Sin embargo, debido a la repentina popularidad de la serie Kamen Rider en la que se usaba una motocicleta, Nagai sustituyó el sistema de acceso del robot por un Planeador/Pilder (reciclando después esta idea para el robot Diana A). Más tarde, jugando con la dualidad de los conceptos del bien y del mal, rebautizó a su robot. Tomó la raíz japonesa ma (魔) que significa "Demonio", y la raíz jin (神) que significa "Dios", y las unió conservando la sílaba final del nombre Energer original, resultando el nombre de Mazinger Z (el sonido al pronunciarlo en japonés es Máchinga, con la r sorda). Con este nombre le confiere al robot una doble faceta: el Mazinger Z puede ser un benefactor o un destructor, un Dios o un Demonio, según el uso que se le dé.
Así mismo, el diseño de la base de acoplamiento del Planeador que se asienta sobre la cabeza de Mazinger Z es el mismo que el de su serie de manga "El caballero del demonio de Dante" (Demon Lord Dante), en la cual el demonio gigante tiene en la frente insertada la cabeza humana de Ryo Utsugi (el hombre joven que se combinó con él). Este manga le serviría después como prototipo para su popular Devilman. 
Un dato curioso es conocer que el nombre del piloto, Kōji Kabuto, toma su apellido de la palabra japonesa homónima que significa "casco", coincidiendo con el hecho de que para que el robot funcione necesita ponerse a Kōji en la cabeza.

## Argumento y desarrollo de la historia

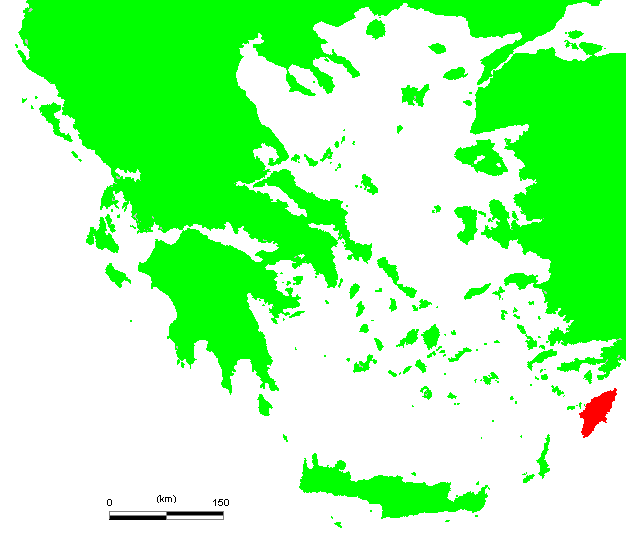
Rodas (en rojo sobre el mapa) es la isla griega más extensa del archipiélago del Dodecaneso.

Tanto el manga como los diferentes animes ubican el origen de la historia en la isla de Bardos, traducido en algunos países como España por Rodas en el primer anime, que curiosamente está deshabitada y con gran cantidad de restos arqueológicos en pie. En el transcurso de una excavación arqueológica encabezada por el mundialmente famoso Dr. Hell son hallados los restos de unos gigantescos autómatas milenarios, enterrados bajo las ruinas de lo que parece haber sido el enclave de una civilización milenaria, dicha civilización muestra semejanzas con la micénica del mar Egeo y se ha traducido por "Mikene" y también por "mikenese", El descubrimiento es sensacional para la historia de la Humanidad. Sin embargo, el Dr. Hell advierte que es mejor no difundir la noticia hasta no conocer mejor los detalles del descubrimiento, y pide que se le deje investigar en privado.
Acabada su investigación, el Dr. Hell reúne a todos los científicos y les presenta a los ciclópeos robots restaurados. Con ellos, anuncia su intención de postrar al mundo a sus pies y pide la lealtad de todos los presentes. Los científicos se niegan y el Dr. Hell, con un bastón de mando, despierta a los robots que, gracias a un ingenio electrónico que les ha colocado, siguen ahora sus órdenes. Los Robots comienzan a masacrar a los presentes, uno de los cuales (muy parecido a Apolo A.1 del episodio 73), escupiendo lenguas de fuego de su boca, desata un infierno. Tan solo el profesor Jūzō Kabuto consiguió escapar de la masacre, refugiándose luego en Japón, donde comenzó a desarrollar el robot construido con los últimos avances de energía y tecnología. Usando la energía fotónica del reactor de Japanium y la Super Aleación Z de su invención, creada con este mismo material y única capaz de soportar la energía fotónica. Jūzō esperaba poder impedir los ambiciosos planes del Dr. Hell, dando vida al Mazinger Z.
El Barón Ashura (Barón Ashler, en el doblaje hispano), aliado del Dr. Hell, asesina al Dr. Kabuto, pero antes de fallecer consigue contar a su nieto Kōji Kabuto los malvados planes del Dr. Hell y le da a conocer al Mazinger Z. Es en este momento cuando Jūzō Kabuto le cede la responsabilidad de manejar al robot, pero Kōji jamás había manejado máquina parecida.
En lo sucesivo, el Dr. Hell acechará constantemente con sus creaciones a la Humanidad, pero ahí estará siempre Mazinger Z para enfrentarse a sus planes.
A pesar de que el Dr. Hell fue un científico destacado, los conocimientos que poseía no se igualaban a los de su colega japonés. De hecho, en la mitad de la serie se auxilió de un destacado ingeniero en robótica de la misma nacionalidad que él, el alemán Dr. Hein Henrik, al cual revivió como un cyborg. Tan notable fue este ingeniero alemán que, ante su soledad, el Dr. Hein Henrik creó una niña cyborg con sentimientos humanos a la que criaría como su propia hija, la misma que tendría un destino cruel en la serie.
Nuevos robots y nuevas armas salen de las fábricas ocultas y secretas del Dr. Hell, lo que supone un reto de actualización continua en tecnología para el Dr. Yumi, asistente del Dr. Kabuto, que atiende y supervisa la ingeniería de Mazinger Z auxiliándose varias veces de ingenieros en robótica de los Estados Unidos. El Dr. Yumi también construyó un robot de nombre Afrodita A, que era pilotado por su hija, Sayaka Yumi. Aunque no fue destinado en principio como arma de combate, posteriormente fue adaptado técnicamente como arma de defensa.
A la par de la secuencia de la serie, surge un amor ambiguo entre Kabuto y Sayaka Yumi, desgarrado continuamente por las fechorías del Dr. Hell y la ira de venganza que Kōji Kabuto siente por dentro, así como las personalidades de ambos. Kōji es orgulloso y tosco, obstinado, y Sayaka es celosa y de carácter fuerte, con lo que parece que ese amor nunca se concreta.

## Personajes

### Amigos y aliados
- Profesor Jūzō Kabuto (兜十蔵博士 Kabuto Jūzō hakase?): es el constructor del Mazinger Z. Abuelo de Kōji y Shirō.[21] Desarrollador de la energía fotónica conjuntamente con el Profesor Yumi e inventor de la Super Aleación Z. Habiendo muerto los padres de Kōji en un experimento de laboratorio, Jūzō era la única familia con la que Kōji y Shirō contaban. El Dr. Hell y el Barón Ashura, asesinaron al Doctor Jūzō en su casa, provocando una explosión en la misma. En el manga el Profesor Juzo construye el Mazinger Z por su propia iniciativa, sin conocer los planes del Doctor Infierno, quien acaba por asesinarlo.[22] Entre el personaje del anime y el del manga existen diferencias sustanciales. Jūzō Kabuto, luce una larga cabellera, es tuerto, y tiene una cicatriz que le cruza la cara.[23]

- Kōji Kabuto (兜 甲児 Kabuto Kōji?): Protagonista y piloto de Mazinger Z, Hijo de Kenzo y Nishikiori Kabuto.[2] Kōji pasó bajo la tutela de su abuelo, Jūzō Kabuto, tras quedar huérfano de padre y madre, luego de que ambos progenitores murieran en un accidente de laboratorio. Es un adolescente un tanto mal geniado y desconfiado, más aún después de los acontecimientos acaecidos en su vida. Responsable y buen estudiante, cursa secundaria en el instituto y se destaca en las artes marciales, practicando karate y kendo. Aunque no le gustan los problemas, en cuanto se le presentan no los rehúsa, y no para hasta solucionarlos. Este es el caso de la lucha que sostiene contra el Dr. Hell y sus monstruos. Kōji no descansa hasta derrotarlos. Después tan solo desea estar tranquilo. Sin embargo siempre hay quien viene a molestarle, si no son los brutos mecánicos, o son Boss y su pandilla o la mandona de Sayaka. Y no lo piensa por su hermano, al que ama profundamente.

- Shirō Kabuto (兜 シロー Kabuto Shirō?): el hermano menor de Kōji.[24] Es un muchacho que mira al mundo con ojos curiosos y se interesa por todo, tanto es así que muchas veces resulta de gran ayuda a Kōji en sus luchas contra los monstruos mecánicos del Dr. Hell, proporcionándole ideas que jamás se le hubieran ocurrido.[25] Shirō siempre va detrás de su hermano, pidiendo que le preste atención, sobre todo porque no tiene a nadie más.

- Sayaka Yumi (弓 さやか Yumi Sayaka?): hija adolescente del profesor Genosuke Yumi.[26] Su joven madre, murió en el parto, y se crió sólo con su padre, que es el director del Centro de Investigaciones Fotónicas. Hasta la llegada de Kōji al Instituto, Sayaka había sido el centro de atención del laboratorio y todos estaban atentos a sus caprichos. Hija del jefe y piloto de la Afrodita A, nunca había imaginado que vería el día en el que llegaría un Robot y un piloto que la relegarían a un segundo plano. Y lo peor de todo no son los celos, sino que admira a Kōji y a su robot. Kōji es valiente y guapo, a pesar de ser tosco y a su parecer maleducado con ella, a veces por accidente, debido a sus conocimientos de Judo; deporte en el que ha alcanzado el cinturón negro; le han hecho subir los humos a la cabeza. Es el interés amoroso de Kōji, coprotagonista y piloto del robot femenino Afrodita A y después de Diana A.[26]

- Profesor Gennosuke Yumi (弓 弦之介 Yumi Gennosuke hakase?): director del Instituto de Investigaciones Fotónicas y desarrollador de la energía fotónica, conjuntamente con el profesor Jūzō Kabuto. Es un hombre capaz de mantenerse sereno en las ocasiones más desesperantes. Posee un alto sentido de la responsabilidad y del sacrificio. En más de una ocasión será capaz de anteponer su vida, por salvar a la humanidad.[27] Por otro lado, una vez pasado el peligro se relaja y disfruta de la alegría de los jóvenes. Quedó viudo cuando su esposa murió dando a luz a la única hija de ambos.

- Profesor Sewashi (せわし博士 Sewashi hakase?): hombre menudo, patizambo, afable aunque un tanto gruñón e inquieto. Peludo y barbudo, el pelo le cae hacia abajo de los lados de la cabeza y le continúa a lo largo de la cara para finalizar en su barba en punta que le llega por debajo de la cintura. Siempre está ocupado revisando y poniendo a punto al Mazinger Z para que todo vaya a pedir de boca.

- Profesor Nossori (のっそり博士 Nossori hakase?): afable anciano, alto, delgado, calvo y con lentes. Su cara es alargada y luce un bigote blanco. Sus andares muestra que el hombre es mayor y un tanto debilitado, sin embargo a pesar de su avanzada edad se desvive por hacer todo lo que esta en sus manos por tener a punto al Mazinger Z. Es la paciencia y la voz de la experiencia del grupo. Gracias a él muchas veces han evitado no precipitarse y cometer un grave error.

- Profesor Morimori (もりもり博士 Morimori hakase?): hombre brillante que siempre encuentra soluciones donde los demás no las ven. De hecho conoce a Kōji desde pequeño y le tiene un gran cariño. Por ello siempre está preocupado por solucionar aquellos problemas que tenga el Mazinger Z. Es uno de los desarrolladores del Jet Scrander (las alas a reacción) y creador de los Iron Cutters (Puños Cortantes). Morimori muere víctima de un atentado perpetrado por el Conde Brocken en la recta final de la serie.

Los tres profesores (llamados Iz, Diz y Biz en los primeros episodios de la versión española) suelen vestir con bata blanca, camisa, corbata, pantalón de pinza, y zapato de cordón. Además de reparar y mejorar el Mazinger Z, trabajan en la reparación de la Afrodita A, la Diana A, intentaron ayudar en la mejora de la Minerva X y si pueden le echan una mano a Boss con su robot.
- Boss (ボス Bosu?): líder de la banda de motociclistas del Instituto donde estudia Kōji. Es un matón, de los que ladran más de lo que actúan. Sus secuaces son Mucha (ムチャ?) y Nuke (ヌケ?), dos alfeñiques que ponen la tilde cómica a la serie. Debido a que Kōji también lleva una buena motocicleta, Boss está enojado con él. Pero aumenta su encono contra Kōji cuando descubre que tiene tratos con Sayaka, pues Boss adora a la muchacha. Sin embargo, Kōji no tan solo es más hábil que Boss luchando y le vence, sino que Boss debe reconocer que Kōji manejando el Mazinger Z es todo un héroe, y más de una vez le ha salvado la vida. Así que finalmente se hacen amigos. Más adelante en la serie Boss pilota un robot construido de chatarra llamado como él, Robot Boss o "Boss Borot".[28]

La proporción del robot de Boss cambia continuamente a lo largo de la serie, algunas veces se le ve de una altura menor a la de Afrodita A, algunas veces se le ve mucho más grande y otras parece tener la altura de Mazinger Z. Pasa lo mismo incluso con los robots. Las razones tienen que ver con la animación artesanal de la época y con la alternancia de muchos animadores en su creación.

### Villanos
- Doctor Hell (ドクター・ヘル Dokutā Heru?): llamado Doctor Infierno en algunas traducciones, es un brillante científico alemán resentido con la humanidad, puesto que fue abusado durante su niñez y adolescencia por sus compañeros de escuela por ser un debilucho, jurando vengarse de todos, está ansioso por postrar el mundo a sus pies. Para ello cuenta con un arsenal de robots gigantescos, que envía por medio de su lacayos, el primero de los cuales fue el Barón Ashura (o Ashler según la versión); después contó con el Conde Brocken y con el vizconde Pigman. Más tarde se descubre que el Dr. Hell no es sino un peón de un tablero de ajedrez mucho más grande. Muere junto al Conde Brocken en el penúltimo capítulo de la serie. En la historia manga el Dr. Hell perdería la vida tripulando su último robot en un combate mano a mano contra su mortal enemigo Mazinger Z, finalizando la serie.

- Barón Ashura (アシュラ男爵 Ashura danshaku?):[29] se trata de un personaje con un rostro mitad de hombre y mitad de mujer.[28] Otra versión oficial de su nombre dada por la propia Toei Animation para versiones internacionales de la serie es Barón Ashler. Según Shin Mazinger Shōgeki! Z hen, última serie de Mazinger Z que recrea el universo creativo de Go Nagai, haciéndose eco de reelaboraciones del origen del personaje posteriores al anime, este engendro resultó de la unión de dos momias de un hombre y una mujer sacerdotes Mikenes, que fueron partidas a la mitad. Es posible contemplar, cuando es enfocado desde el lado derecho como quien conversa es el lado femenino del personaje y si es enfocado el lado izquierdo es el masculino quien está hablando. Igualmente, los razonamientos son diferentes según se oiga una voz o la otra. El Barón Ashura viste chilaba de color morado con la capucha echada sobre la cabeza. Ashura hace las veces de lugarteniente del Dr. Hell, que le ha dotado de un ejército bautizado como las máscaras de hierro y dos fortalezas submarinas, primero la Salude, luego la Bood o Budo. A él le son encomendados los monstruos mecánicos para que someta al mundo, plan que cambia cuando Mazinger Z comienza a vencerlos a todos ellos. Entonces, el Dr. Hell empieza a perder la paciencia y busca un contendiente para el Barón Ashura, para ver si, compitiendo entre ellos, consigue vencer efectivamente a su enemigo. La rivalidad solo aparece en el anime. La impaciencia hace que el Barón Ashura acabe perdiendo su fortaleza submarina. Así entra en escena el Conde Brocken. El Barón Ashura volverá, sin embargo, con otra fortaleza. Muere en el capítulo 78 tras un intento de ataque suicida fallido al estrellar su segunda fortaleza submarina contra Mazinger Z.

- Conde Brocken (ブロツケン伯爵 Burokken hakushaku?):[30] también llamado Conde Decapitado; Count Brocken en inglés. Según la versión del manga reedidato del dúo Nagai-Ota, el conde Brocken es un antiguo oficial alemán resucitado en un semicyborg,[26] que tiene su cabeza (única parte orgánica) separada del tronco (electromecánico), pudiendo la cabeza levitar autónomamente del cuerpo.[31] El Conde Brocken va vestido de manera militar con pantalones de montar a caballo bombachos y botas altas negras, guerrera de amplia solapa ceñida a la cintura con un cinturón del que cuelga una funda con una Luger y sable. La guerrera de color turquesa está decorada con charreteras y una cruz de hierro en el pecho, condecoración que conservaba su cadáver al morir en la Segunda Guerra Mundial antes de ser revivido. Brocken usa siempre guantes y su cabeza luce un pelo desmelenado, ojos con hirsutas pestañas, que adorna con un monóculo, fino bigote alargado y tieso, colmillos finos y afilados en la boca y una fina perilla en su mentón. El Dr. Hell le ha concedido la fortaleza volante; Gool o Gore y un ejército denominado la Cruz de hierro; además de numerosos brutos mecánicos.[32] Desde el primer momento se produce una intensa rivalidad entre él y el Barón Ashura por ver quien de los dos derrota a Mazinger Z para ganar el favor del Dr. Hell, no obstante ambos aristócratas llegan a colaborar juntos en distintas acciones como la del robo de una gran cantidad de Japanium. A diferencia de Ashura, en la serie se aprecia por completo que se trata de un cyborg con algunas partes orgánicas. Es más despiadado en su tácticas de ataque contra Mazinger Z y sus aliados.

- Vizconde Pigman (ピグマン子爵 Piguman shishaku?): El Dr. Hell al perder al Barón Ashura, crea un nuevo ayudante, un poderoso robot al que bautiza con el nombre de Vizconde Pigman (episodio 83 minuto 8:28) que utiliza ilusiones ópticas como hacerse invisible que parecen magia negra. Se asemeja a un pigmeo de cuya cintura se desprende el cuerpo de un guerrero corpulento. La idea era atacar psicológicamente a los miembros del laboratorio en conjunción con sus invenciones tecnológicas. El vizconde Pigman, a diferencia de los otros secuaces del Dr. Hell, toma decisiones de ataque más contundentes y rápidas, además de combatir cuerpo a cuerpo incluso con el propio Mazinger Z. Es temperamental y generalmente no hace caso a las órdenes del Dr. Hell. Muere en el capítulo 87 tras haber desobedecido órdenes directas del Dr. Hell y haber intentado tomar el instituto por su cuenta. Al morir se puede ver estallar su cuerpo del que salen tuercas y tornillos y de su cabeza se ven salir cables y tornillos lo que confirma que no es un ser vivo, sino otro de los cyborgs del Doctor Hell.

- Duque Gorgon (ゴーゴン大公 Gōgon taikō?): antiguo y misterioso aliado del Dr. Hell, es un híbrido (mitad guerrero griego y mitad tigre-dientes de sable). El duque Gorgón es ahora quien provee de bestias mecánicas muy poderosas al Dr. Hell, para combatir a Mazinger Z. En principio, Gorgon, actúa como Comandante en Jefe de las Fuerzas de Avance del Emperador de las Tinieblas (episodio 74, minuto 7:30) una vieja raza oculta bajo tierra llamada Mikenes que desean salir a recuperar su territorio después del terrible terremoto que sufrió su civilización siglos atrás siendo confinados subterráneamente donde desarrollaron tecnología para escudar sus frágiles cuerpos dando origen a monstruos poderosos. Las bestias mecánicas del duque Gorgon poseen partes orgánicas de animales y poseen armamento muy poderoso, capaz de destruir la Super Aleación Z y causando graves daños a Mazinger Z tales como la destrucción del Hover Pilder, del Jet Scrander y de Afrodita A.

- Máscaras de hierro: sicarios del Barón Ashura y esclavos del Dr. Infierno;[33] los máscaras de hierro no queda claro si son humanos o algún tipo de cyborg, como puede verse en el capítulo Shiro en peligro al ser despojados de su uniforme. Visten una indumentaria con falda corta, botas, calzas y coraza ligeramente inspirada en la Macedonia del siglo IV a. C. Portan espada de doble filo, pero en numerosos capítulos emplean pistolas y subfusiles. Los máscaras de hierro son los tripulantes de las fortalezas submarinas Salude y Bood, pero también son capaces de pilotar todo tipo de vehículos como pequeñas embarcaciones, automóviles, helicópteros, submarinos... así mismo, realizan operaciones de carga, descarga y mantenimiento de diversas instalaciones y brutos mecánicos;[33] además de labores de escolta y operaciones especiales (demoliciones, escalada, exploración, secuestros...). Por su carácter de fuerza embarcada, poseen unidades de submarinistas.

- Cruces de hierro: soldados-sicarios del Conde Brocken, los cruces de hierro forman la tripulación de la fortaleza volante Gore, además de realizar labores de mantenimiento, reparación y ensamblaje de los brutos mecánicos. Visten un uniforme gris muy parecido al uniforme alemán empleado en ambas guerras mundiales, pero con las gafas y el barboquejo integrados en el casco; portan un subfusil. Aparte de los cometidos ya comentados, los cruces de hierro realizan misiones de escolta, esquí de alta montaña, demoliciones, asalto paracaidista e inteligencia.

## Mazinger Z, el robot
El Mazinger Z es un robot creado por el Dr. Jūzō Kabuto, para detener los planes de conquista del mundo que tiene el Dr. Hell. Según estimaciones realizadas en 2008, el presupuesto real para la construcción del robot hubiera alcanzado los 725 millones de dólares estadounidenses.
Sabiendo de la genialidad del Dr. Hell en la construcción de robots, el Dr. Jūzō dotó al Mazinger Z con la tecnología, más avanzada energética y siderúrgica. Para su construcción utilizó una aleación que contiene un mineral de japanium; un mineral que tan solo se encuentra en el Japón y cuyo yacimiento se mantiene en secreto, aunque se conoce que está cercano al monte Fuji, pues este mineral es esencial para el procesamiento de la energía foto atómica.
La aleación con la que está construido el Mazinger se conoce como Super Aleación Z, y no solo tiene una resistencia mayor que la del acero convencional y una temperatura de fusión por encima de los 6.000 °C, sino que además permite al Mazinger Z usar energía fotónica para alimentarse, lo que le confiere al robot y a su armamento un gran poder. El Dr. Hell no cuenta con material de similar resistencia y busca apoderarse de él para perfeccionar sus monstruos mecánicos.
Puesto que el robot tiene una altura de 18 metros, el Dr. Jūzō Kabuto construyó una nave voladora, que, planeando impulsada por unas hélices colocadas horizontalmente, ascendiera hasta la cabeza del robot, para alojarse allí. Una vez acoplada la nave en la cabeza del robot, este queda activado y el piloto puede maniobrarlo.
El Mazinger Z termina por alcanzar una potencia de 65.000 CV, pudiendo levantar alrededor de 150 toneladas.

### Control
Gō Nagai quería tomar ciertas ideas sobre el manejo del robot de sus antecesores y, sin embargo, que no resultara demasiado similar para el suyo. Pretendía crear un robot tripulado, manejado por un piloto, pero deseaba que quedara patente que el robot interactuaba con el piloto, como si ambos quedasen vinculados, hombre y máquina, por algo más que cables y acero. De hecho, a veces el robot parece tener voluntad propia: por ejemplo, algunas veces Koji se lo encuentra fuera de su hangar, como si tuviera ganas de luchar.
Los robots del Dr. Hell eran controlados por un bastón de mando que los activaba, y entonces como si estuvieran en trance, los robots, comprendían las órdenes de su amo, las obedecían y acataban. Por el contrario, cuando Kōji controla al Mazinger Z, se conecta a él como a un amigo y como a tal se dirige. Lo controla con un cuadro de mando bastante simplificado, y el robot responde a la voluntad de su compañero. Así casi siempre, excepto, la primera vez en la que Kōji quiso hacerse con el robot y perdió los nervios. En el manga, en este capítulo Kōji acaba arrasando medio Tokio con su robot.
Otra característica que adopta el tándem robot-piloto es que al ir el robot tripulado, los golpes, zarandeos, electroshocks, y otros males que el robot soporta, son compartidos por el piloto. Aunque técnicamente los daños sufridos en el robot se reflejaban en la cabina por las vibraciones en su estructura, provocados por golpes, choques térmicos, eléctricos, etc. de sus contrincantes.

### El Pilder
El Pilder (llamado en algunas traducciones Planeador) es parte del robot, pero también puede ser maniobrado de forma autónoma. En la época en la que el Mazinger Z era incapaz de volar, el Pilder era la única opción que tenía Kōji para plantar cara al enemigo en combates aéreos. Por ello, el Pilder también está dotado de sistemas de defensa y de ataque. Cuenta con ametralladora, que sería sustituida por un lanzarrayos, misiles, cortina de humo. Más tarde, el Hover Pilder (el Pilder original de Mazinger), sería reemplazado por el Jet Pilder, que en lugar de llevar hélices para impulsarse, éstas fueron sustituidas por cohetes de reacción direccionales. El nuevo Jet Pilder, resultaría mucho más veloz y manejable, y estaba mucho mejor armado.
El Pilder tenía por lugar de descanso habitual, el porche inferior de la vivienda de Kōji Kabuto, junto a la moto del adolescente y la bicicleta de su hermano. A él accedía Kōji a través de la cúpula hemisférica que abierta daba acceso a su interior. Esta acción la realizaba Kōji, por lo general de un prodigioso salto desde el piso superior, puesto que siempre era llamado con urgencia para enfrentarse a un nuevo peligro.

### El Jet Scrander
Al principio el Mazinger Z tan solo podía moverse por tierra, alcanzando a la carrera una velocidad de 360 kilómetros por hora. Debido a los ataques desde todos los elementos, los científicos del Instituto de Investigaciones Foto Atómicas se percataron que el Mazinger Z necesitaba conquistar el cielo y los mares. Los mares los conquistó con facilidad colocándole unos propulsores en los pies, se le tuvo que revestir y sellar uniones puesto que se le filtraba el agua a sus mecanismos interiores (podía alcanzar una velocidad de 20 nudos). Sin embargo para la conquista de los cielos al no poder, por su diseño, insertarle alas a su estructura que lo haría incluso, menos maniobrable.
Al contrario que otros elementos, para las alas y el motor cohete se requiere la tecnología estadounidense de donde el Dr. Yumi trae el diseño inicial. Las alas externas eran acoplables y estaban propulsadas por dos cohetes conociéndose a todo el ingenio como Jet Scrander.
Como serie de fantasía que es, muestra unas capacidades asombrosas para el Jet Scrander, caso de sus prestaciones o la enorme precisión para el acoplamiento, puede hacerlo sobre un objeto de 18 metros de largo y en movimiento, en caso de fallar automáticamente gira y lo intenta de nuevo. Estas alas, que se ciñen a su cintura mediante una pinza, el Mazinger Z podía volar a una velocidad de Mach 3 con capacidad de mantenerla sin derretirse por la fricción ni romper las aristas de la cabeza por el rozamiento. Sin embargo la serie no renuncia a ciertos argumentos científicos y así el Dr. Nosori advierte a Shiro de que el borde del ala, como ala supersónica que es, presenta un filo cortante y no redondo como las alas subsónicas.
Debido a una serie de atentados, el Jet Scrander acabó por ser trasladado del Instituto de Investigaciones Foto Atómicas e instalado en una rampa de lanzamiento secreta en una falda de una montaña lejana.
El Jet Scrander se convirtió en sí mismo en un arma, pues sus afiladas alas podían partir por la mitad a un robot. Aun así, el Jet Scrander se le instaló un sistema de disparo de Shurikens llamadas también "Espuelas de Plata" o "Cuchillas de la Cruz del Sur".

### El Hangar
El Mazinger Z ha de ser recargado con energía Fotónica. Es por ello que ha sido colocado en un hangar especial en el Centro de Investigaciones Fotónicas. El robot descansa secretamente bajo una piscina de agua, que deja pasar la luz del sol, pues la energía fotónica, es la que se crea de la unión de un reactor de Japanium y la energía lumínica. Cuando desean que el Mazinger Z se recargue con rapidez concentran energía foto atómica y lo bañan directamente con ella. 
En el momento que Kōji necesita de su robot, la piscina del hangar se retira, abriéndose por la mitad y se alza la plataforma sobre la que descansa el erguido robot. una vez ha acabado de alzarse la plataforma, capaz de levantar las veinte toneladas que pesa el Mazinger. Kōji hace descender el Planeador sobre la cabeza de su compañero. Es entonces cuando se activa el robot y esta alza los brazos como desperezándose, y refulgiendo a la luz del sol. El Mazinger Z ha despertado y despliega todo su poder.
Pese a no formar parte del robot La Barrera de energía juega un papel de gran importancia para defender al Mazinger Z y a todo el Instituto. Esta barrera, se despliega a través de una serie de proyectores, que están dispuestos regularmente alrededor del Instituto y que concentran su haz sobre una antena que esta sobre el pináculo superior del edificio central e instalaciones aledañas. Los proyectores dispersan unos haces de fuerza que forman una barrera impenetrable. Algunos monstruos, intentándolo han llegado a destrozarse.
Aún y con esto, el Dr. Hell ha creado diversas bestias que han conseguido atravesar dicho escudo, haciendo necesario modificarlo en numerosas ocasiones reforzándolo. Así la barrera ha cambiado su fisonomía, adoptando desde una forma hemisférica, a una forma cristalina.

## El traje de Kōji Kabuto
Traje aislante de color rojo, sin especificar si es cuero o kevlar, con refuerzos de color amarillo en rodillas, hombros y codos, que se complementaba con guantes amarillos acolchados que le protegían el antebrazo y botas de caña alta amarillas.
- Casco blanco con visera retráctil protectora para los ojos.
- Anclajes en el asiento, pero sin dotarle nunca de un cinturón de seguridad.
- Pistola energética, sin munición.
- Reloj radioteléfono transmisor para avisarle en caso de emergencia.

## Robots e ingenios de la serie

### Robots aliados
- Afrodita A: fue construida, según fue revelado en episodios posteriores, como un robot civil o de carga. Afrodita, al igual que Mazinger Z, es un robot tripulado al que se accede mediante una nave planeadora, protegida por una cúpula hemisférica que va impulsada por dos microcohetes direccionales y que se sustenta sobre cuatro patas retráctiles, que están calzadas por unas pequeñas ruedas. La nave de Sayaka también es usada como medio de transporte en muchas ocasiones. Yumi acaba por reforzarlo con Super Aleación Z y le instala los famosos misiles pectorales (las palabras "¡Pechos fuera!" nunca fueron pronunciadas en la serie).[44] Aunque Afrodita nunca tendrá la potencia del Mazinger, y tras muchas reparaciones, acaba siendo destruida.

- Minerva X: robot antológico de la serie original, Minerva X no apareció en la primera emisión en España. Se trata de un robot con apariencia femenina diseñado por el Dr. Jūzō Kabuto y cuyos planos son robados por el Dr. Hell, que consigue construirla. Sin embargo, careciendo de Aleación Z, la construye de Super-Acero. Aparte de contar con los mismos poderes de Mazinger Z, la característica principal de la Minerva X es un misterioso circuito, diseñado por Jūzō, que ni siquiera el Dr. Hell sabe para qué sirve. Ignorando el circuito, la activa para destruir a Mazinger, pero cuando Minerva se aproxima a su contrincante, el Dr. Hell pierde el control del robot y la Minerva X se sobrecalienta, llora y se desmaya. Resulta que el circuito era para sincronización entre Mazinger y Minerva, para llamadas de alarma entre sus computadoras de a bordo haciéndolos compañeros; gracias a su programación, ésta no puede dañarlo. Sin embargo, debido a estar construida con Super-Acero, y no de Aleación Z, no puede soportar las poderosas ondas que emite Mazinger Z y por eso se sobrecalienta y surge refrigerante de sus ojos, provocando la ilusión de que llora. Al enterarse de esto, el Dr. Hell manda a otro robot para que destruya a Minerva antes de que sea reconstruida y se vuelva contra él.[45]

- Boss Robot: harto de que Sayaka no le haga caso y de que Kōji se lleve todos los triunfos, Boss decidió tomar cartas en el asunto y enmascarado, secuestra a los científicos del Instituto de investigaciones Foto-atómicas para que le construyeran un robot con chatarra. Al principio, los científicos se negaron a participar con los desconocidos secuestradores, pero al ver a Boss, se avinieron y con retazos de estufas y neveras le construyeron un robot. Ahora hace de comparsa de sus hermanos mayores y aunque suele romperse por todos los sitios, y en ocasiones no encuentra ni su propia cabeza. Hay veces en las que puede presumir de que ha sido de gran ayuda para ambos. E incluso sin él en alguna ocasión el Mazinger y la Afrodita, podrían haberse visto perdidos.

- Diana A: retirada del combate Afrodita A, Sayaka recibió la Diana A: un robot mejorado, que puede lanzar un rayo fotónico denominado "Escarlata". El planeador de Sayaka fue sustituido por una motocicleta, que ascendía hacia la cabeza de la Diana A a través de una rampa creada por un rayo de luz multicolor llamado "Rayo Aurora", que lanzaba el propio robot mientras Sayaka exclama "Rayo Aurora, ven por mí" (en el doblaje hispanoamericano), cuando se proponía acceder a su uso.[46]

### Robots e ingenios enemigos
- Monstruos mecánicos/brutos mecánicos, Kikaijus[47]: estos robots eran en su mayoría autónomos (salvo dos de ellos, que fueron controlados por el Barón Ashura y el conde Brocken respectivamente). Algunos asemejaban animales, otros bestias mitológicas y algunos otros tenían forma humanoide; incluso hubo uno que rindió homenaje al Barón Ashura tras su muerte adoptando su fisionomía.

En la serie se distinguen una evolución en los mismos. Los primeros son claramente inferiores a Mazinger Z y en un enfrentamiento directo son incapaces de vencerlo, como se ve en el capítulo 2; por esta razón la estrategia del barón y el Dr. Hell es arrastrar a Mazinger a lugares peligrosos, agotar su energía o desconectarla por golpes. Sin embargo, con el tiempo comienzan a surgir ingenios como Baras K9, que sí pueden perforar, fundir o cortar en pedazos el blindaje de la ultraaleación Z.
Aun siendo espectaculares las capacidades de los Monstruos  mecánicos las fortalezas enemigas despliegan unas cualidades asombrosas:
- Fortaleza submarina Salude: es la primera en aparecer y la primera en ser destruida. En palabras del Dr. Hell era "tan eficaz como mi ejército de brutos mecánicos".[48] Con una altura de varios pisos alberga en su interior un dique inundable para alojar submarinos y brutos mecánicos, puerto, aeropuerto, ciudad submarina, sala de control, sala de máquinas... Además, su torre replegable puede rotar a tal velocidad que levanta el agua a su alrededor para crear un vacío por el que puede tragar a buques de gran tonelaje.[48] Quedó destruida en el capítulo 39 "El despreciable Barón Ashura" muriendo toda la tripulación.

- Fortaleza submarina Bood: también conocida como Budo, aparece al final del capítulo 43 "La misión de la guerrilla paracaidista" y sus capacidades no se describen. Al contrario que su predecesora, tiene forma de submarino y en la parte superior muestra una cara con boca de la que sale un torbellino de gran potencia, tanto es así, que Mazinger debe escapar poniendo a máxima potencia el Jet Scrander.

Más notable son las capacidades de la nave asignada al conde Brocken.
- Fortaleza volante Gore: aparece en el capítulo 40 "El diabólico comandante conde Brocken". El ingenio en sí es un sexmotor capaz de alojar en su interior un bruto mecánico de 18 metros, una tripulación de varios cientos de personas y otras aeronaves de pequeño tamaño, además del equipamiento, los suministros y el combustible para volar durante un mes sin repostar y sin aterrizar en ningún lugar de la Tierra. Con todo la fortaleza Gore puede camuflarse generando nubes, cuenta con una capacidad furtiva al radar, rayos para desviar armas como los puños de Mazinger y su estructura es capaz de resistir el impacto de un Boeing 747 en vuelo sin averiarse ni deformarse.

## Ficha técnica de la serie (anime)
La historia interesó a los estudios de la actual Toei Animation por lo que la alianza entre la productora de Gō Nagai llamada "Dynamic Pro" y el antiguo nombre de la empresa animadora Toei Animation hicieron los preparativos para tener lista la música de fondo, el elenco de la producción y animación y posproducción, en los primeros meses de 1972. En Japón, la serie se emitió por primera vez el 3 de diciembre de ese año en la cadena Fuji TV
El guion original de la serie fue escrito por Susumu Takahisa y Keisuke Fujikawa. Entre los directores está el célebre Tomoharu Katsumata, y el diseño de los personajes estuvo a cargo de Yoshiyuki Hane.

### Banda sonora
La música principal de fondo fue compuesta por Michiaki Watanabe (渡辺宙明), pronunciado también Chuumei Watanabe, quien tomó musicalmente tendencias de la década de los 60 para la serie.
La melodía principal de Mazinger Z está influida por la música de las big band, el jazz, el rock, marchas y el soul, todos ellos combinados para dar una atmósfera heroica, apoyada por la "Orquesta Columbia" de la discográfica Columbia Records del Japón. Shunsuke Kikuchi se encargó de algunos fragmentos de la banda sonora. Más tarde, para Great Mazinger incluiría dentro de sus combinaciones también parte de la música funk y disco, que eran populares en la época. 
El cantante del tema de entrada y salida en japonés es interpretado por Ichiro Mizuki, en la versión internacional en inglés por Isao Sasaki, el resto de temas en japonés también son interpretados por Mizuki y por la cantante Kaori Kumiko.
Los temas sinfónicos que aparecen en capítulos clave de la serie y resto, en el primer episodio al salir Mazinger de los despojos de la casa del Dr. Juzo Kabuto, el ataque de Dayán el Brazo de Hierro, el combate contra el Gelbros J3, Horzon V3, en el capítulo final, cuando el Duque Gorgón se reporta con el emperador de las tinieblas, entre otros, fueron extraídos del soundtrack de 1966 de la serie de Toei, "Cyborg 009" compuestos por Taichiro Kosugi, alumno del orquestista Akira Ifukube.
La música adicional de algunos episodios fue hecha por Akira Ifukube en 1957, que grabó para Toho Co. LTD la música de las películas de Godzilla, dicha banda sonora fue prestada a Toei, donde se insertó dicha música interpretada por una orquesta sinfónica para el primer vuelo del robot, así también existen insertos de Chuji Kinoshita cuando Sayaka tripula a Mazinger extraídos del soundtrack del filme de Toei "Sin familia" (Remi el niño de nadie) de 1970.
Dentro de esos capítulos clave, "La noche en el Monte Calvo" del ruso Modest Músorgski es la obra más famosa en aparecer en la serie en el capítulo 32 con la excepción de que no fue grabada en Japón, sino que fue prestada del soundtrack "Fantasía" de Disney de 1940 interpretada por la Orquesta de Philadelphia dirigida por Leopold Stokowski.
El grito característico de Godzilla fue creación de Ifukube, fue según contó, la deformación sonora de una cuerda de un contrabajo, hecha con unos guantes. En Mazinger Z también sería utilizado este efecto para algunos monstruos mecánicos.
El hilado de música en estas partes clave fue posible debido a que Yugo Serikawa, director de animación de Toei, dirigió tanto a Cyborg 009, Sin familia y Mazinger Z insertando a la par de la música de Watanabe la música de Kosugi, Ifukube y Kinoshita, tanto que algunas escenas de éste último son inspiradas en lo que hizo en el filme Cyborg de 1966.
En España, la banda sonora está interpretada por el cantante bilbaíno Alfredo Garrido García en dos versiones: una corta, para la entrada del capítulo, y otra extendida, que mezcla empastados el  opening y el ending. Existía en España la creencia popular de que el intérprete de la banda sonora era el cantante melódico Raphael, bien por las inflexiones de voz de Alfredo Garrido en su interpretación o por tener un color de voz parecido.

## Difusión internacional

### Europa
En España, Televisión Española compró los derechos de emisión de 33 episodios llegándose a emitir tan solo 32 a partir del 4 de marzo de 1978 a través de la Primera Cadena (hoy llamada La 1). Por su parte, Telecinco, emitió la serie al completo en 1993. Comenzó por emitir los episodios las mañanas de los sábados y los domingos, en el programa Telebuten. Después emitió algunos episodios durante los días de diario, incluyéndolo en el programa infantil A Mediodía Alegría, hasta fijar su horario de emisión a las 7:30 de la mañana. En septiembre de 1997, Telecinco volvió a reemitir la serie, retomando el mismo horario. Un año después, el segundo canal de la Televisión Autonómica de Cataluña, el Canal 33, comenzó la emisión de la serie íntegra, traducida al catalán de Mazinger Z.
Primera serie de anime no kodomo emitida en España, fue también la primera que comenzó a encontrar problemas en su recepción, como refleja la prensa de finales de los setenta.
La serie también llegó a Italia en enero de 1980 donde se emitió íntegra, a través de la RAI 1, amén de los episodios de la saga posterior Gran Mazinger. En Francia tuvo un éxito peculiar UFO Robo Grendizer, por lo que posteriormente Mazinger fue doblado al francés y transmitido en Francia y algunos países francófonos sin el éxito obtenido por Grendizer.

### Norteamérica

#### Estados Unidos
Hubo una versión oficial doblada al inglés hecha en la isla de Hawái misma que incluye el tema de presentación interpretado por Isao Sasaki. Ésta se transmitió en varios países de habla inglesa, excepto Estados Unidos donde en su lugar fue transmitida la versión de Bunker Jenkins y 3B Productions llamada Tranzor Z, en la cual se modificó por completo el nombre de personajes así como el guion, música y efectos. Esta serie fue emitida en 1984 hasta que al ser considerada como violenta para los niños, fue censurada, emitiéndose tan sólo 64 capítulos de los 92.

#### México
La serie llegó a través del Canal 5 de Televisa el 31 de marzo de 1986 teniendo un gran éxito, mismo éxito que le llevó al cine. De la serie se hicieron muchos muñecos bootleg o no autorizados, mexicanos, los cuales tenían diferentes calidades. 
Existe una película producida de también se emitió por el canal Fantasycable de Cablevisión, también de Televisa, casi al mismo tiempo. Años más tarde, TV Azteca, vuelve a emitir la serie en 1994, aunque en esta ocasión, la serie no alcanzaría el éxito anterior al ser opacada por otras series de anime emitidas también por TV Azteca, pero cabe mencionar, que ese éxito que no alcanzó como la anterior, fue porque Televisa de 1986 controlaba toda la programación infantil, siendo canal 5 el único canal infantil, para 1994 caritele de tv azteca era un proyecto rudimentario, donde retransmitieron a Mazinger Z, la cual no se le dio la continuidad adecuada, proyectaban capítulos, y no llevaban un orden,las otras series como Caballeros del Zodiaco, opacaron debido a los juguetes que se lanzaron con ésta caricatura y Mazinger Z no contaba con juguetes originales de ninguna marca todos eran Bootlegs, en el año de 1994 tv azteca apenas comenzaba a competir contra un gigante que seguía siendo televisa. Y mucho público infantil veía televisa. 
La extinta cadena de televisión cadenatres de Grupo Imagen, también la emitió de 2012 a 2015, como parte de su barra "Retrocartoons". Posteriormente, Grupo Imagen la incluyó en la programación de su cadena, Imagen Televisión en 2016. Actualmente, una versión remasterizada con un nuevo doblaje es transmitida por Imagen Televisión y BitMe y está disponible en la plataforma Netflix.

### Sudamérica
En Sudamérica, uno de los primeros países en emitirla fue Chile, en 1979 por la Corporación de Televisión de la Universidad Católica de Chile, actual Canal 13 SpA, iba de lunes a viernes a las 20:00, justo antes del microprograma español "Los Televicentes" y del noticiario Teletrece, luego sería movida en 1981 al horario de las 11:00 AM, para luego ser retirada por las protestas de parte de las asociaciones de padres, de la iglesia y del Centro de Madres de Chile por el contenido machista, sexista y violento para la época. Sin embargo en 1982 fue retransmitida parcialmente, (33 episodios) por la Corporación de Televisión de la Pontificia Universidad Católica de Valparaíso, también conocida como UCV Televisión o UCV-TV señal 4 Quinta región (canal 5 Santiago) como parte de las series que formaban parte del programa infantil "Para Saber y Jugar", conducido por Patricia Undurraga en el horario de las 20:00 horas de lunes a viernes. En 1998 fue transmitida completamente (92 episodios) en el canal Chilevisión, después en etc... TV y entre junio de 2005 y julio de 2006 por el extinto canal TVO. En Perú se estrenó en 1983 por Panamericana Televisión los domingos a las 6:00 PM y obtuvo un gran éxito, provocando que una reimpresión del álbum de cromos editado previamente en España por publicaciones Fher fuera puesta en circulación por Crustel del Perú S.A.; la serie posteriormente fue repetida varias veces hasta 1986. En 2001 la emitió América Televisión los sábados al amanecer. En 1980 se transmitieron por primera vez en Paraguay y Venezuela, en TV Cerro Cora y Venevisión respectivamente, esta última la transmitía de lunes a viernes en horario de 6:00 PM, Actualmente fue transmitido por TVES canal 2 en horario de las 4:00 pm. En Argentina fue emitida por Canal 13 (Argentina) en blanco y negro durante el periodo 1977-1980 y luego en Canal 9 (Buenos Aires) en las mañanas, a partir de las 10 hs. durante la década de los 80, y en Ecuador previamente se transmitió por Gama TV y actualmente por Canal Uno.

### Difusión en video
Cuando se realizó el lanzamiento de las películas a principios de los 70 aún Toei Animation no producía material exclusivo para uso doméstico conocidos como "OVA" en cintas magnéticas de video si no hasta llegada la década de los años 80 a través de su subsidiaria Toei Video cuando lanzó al mercado japonés las cintas VHS llamadas "Mazinger Z Memorial" y "Great Mazinger Memorial" narradas por el actor de doblaje que dio su voz a Kōji Kabuto, estos mismos memoriales después se lanzaron en LaserDisc para el Japón que contenían un resumen de dos horas de ambas series. En 2002 Toei Animation lanzó los DVD Box Set con la serie completa.

## Álbumes coleccionables
En España, lejanos a la adquisición y distribución de los manga japoneses, se optó por la realización de unos nuevos tomos de libros ilustrados que contuvieran las historias que se emitieron en la televisión española. Ha de recordarse que el manga japonés poco tenía que ver con la versión anime. Fue por ello que se editaron seis títulos encuadernados en cartoné (tapa dura), cubierta de poliestireno brillante, por la editorial Junior (grupo Grijalbo), filial de la editorial Dargaud.
El álbum contenía 52 páginas a todo color, dibujadas por el ilustrador Garmendia, costando cada ejemplar alrededor de 250 pesetas de la época.
El primero de los números se dedicó a la apertura de la serie como es natural. Los siguientes contenían dos episodios:
01.- El nacimiento de un robot milagroso (Doublas M.2 y Garada K.7)
02.- Detengan al ejército de Ashler (Deimos F.3)
03.- Afrodita A, capturada (con los capítulos Velgas V.5 y Jinray S.1)
04.- La apurada victoria de Mazinger Z (Grengus C.3)
05.- El terrible monstruo de tres cabezas (Gelbros J.3 y Brutus M.3)
06.- Batalla en el cielo iluminado por los relámpagos (Baras K.9 y Genocider F.9)
Publicaciones Fher
Por su parte, Publicaciones Fher creó la colección de cromos de Mazinger Z que contenía una selección de lo que podían considerarse como los mejores capítulos de la serie. Se incluían los episodios detallados en la tabla de la derecha en cada una de las páginas reservadas para ellos, con la destacadas páginas centrales para colocar a los personajes principales de la serie.

## Secuelas y series relacionadas de Mazinger Z

### Series
En el último episodio de Mazinger Z se origina un apocalíptico combate, donde el heroico robot está a punto de ser destruido para siempre. Justo en el último instante, en el que todo parece estar perdido, aparece un nuevo titán en escena: Gran Mazinger. Construido por el padre de Kōji Kabuto. Gran Mazinger salva al robot que hasta ese día se ha encargado de defender a la Tierra. Y acabada su saga se encargará de su defensa a partir de ese momento. Mazinger Z y Koji Kabuto reaparecen en la serie de Gran Mazinger, exactamente en los episodios 53-54-55 y 56 de Gran Mazinger, donde ahora será Mazinger Z quien salve a Gran Mazinger, esto hizo las delicias de los fanes de Mazinger Z tras el último capítulo de la serie original de Mazinger Z.
También se continuaría con otra serie titulada UFO Robo Grendizer donde un Kōji Kabuto también participa, y God Mazinger, una serie que se estrenó en Japón en 1983 y alcanzó los 23 episodios.
En 2001 llegó Mazinkaiser, una serie adaptada a la saga de Mazinger Z, que no está basada en el manga, pero contó con Gō Nagai para realizar la serie animada con la colaboración de Brains Base/Emotion además de utilizar a los mismos personajes de Mazinger Z.
Una versión reeditada bajo el título Mazinger Edición Z Impacto con una visión más moderna de Mazinger Z y un dibujo más cuidado, fue realizada en 2009. Es una nueva versión de la historia original, salpicada con varios elementos mitológicos de Mazinger Z. Otra de las peculiaridades de esta obra es que incluye personajes de otras series de Nagai, como Mao Dante y Violence Jack.

### Películas
Mientras en 1972 era producida la serie animada de Mazinger Z, se realizó la publicación del primer filme en formato para Película rodada en 35 mm.
En años sucesivos seguirían otros filmes hasta que, posteriormente, hacia mediados de los años 80's serían transferidos a formato LaserDisc mediante el método de telecine para su distribución exclusiva en el Japón; es entonces cuando se populariza el nombre OVA y se le consideran tales aún y cuando eran películas puesto que se emitieron en cines y no en video doméstico como fue años después.
- Mazinger Vs Dr.Hell (マジンガーＺ対ドクターヘル Mazinger Z Contra el Doctor Infiérno?): estrenada en Japón el 16 de marzo de 1974. La emisión de la serie de Mazinger Z en manga tuvo un éxito que permitió mientras se terminaba de emitir, crear una especie de película piloto para su proyección en la gran pantalla titulada "Mazinger vs. el Dr. Hell" en formato 35mm, de una duración de 25 minutos. Éste piloto era el capítulo 57 de la serie.

- Mazinger Z vs. Devilman (マジンガーＺ対デビルマン Mazinger Z vs. Devilman?) 1973.

- Mazinger Z tai Ankoku Daishougun (マジンガーＺ 対暗黒大将軍  Mazinger Z Contra El General Negro?): el 25 de julio de 1974, se estrenó en Japón. Tenía una duración de unos 43 minutos.[74]

- Great Mazinger tai Getter Robot (グレートマジンガー対ゲッターロボ?): Estrenada el 21 de marzo de 1975 en Japón.[75]

- Great Mazinger tai Getter Robot G: Kuchu Daigekitotsu (グレートマジンガー対ゲッターロボＧ 空中大激突   (A Fierce Battle in the Air/Una fiera batalla en el cielo)?): estrenada en Japón el 21 de julio de 1975.

- UFO Robo Grandizer Vs. Great Mazinger (ＵＦＯロボ グレンダイザー対グレートマジンガー?): estreno 20 de abril de 1976.

- Great Mazinger, Grendizer, Getter Robo G Decisive Battle! The Great Sea Monster  (グレンダイザー・ゲッターロボＧ・グレートマジンガー 決戦！大海獣 Gran Mazinger, Grendizer, Getter Robot G:¡Batalla decisiva! El gran monstruo marino?): estrenada en Japón el 18 de julio de 1976 duración 31 minutos.[76]

En enero de 2017, Toei Animation confirmó el lanzamiento de una nueva película para celebrar el 45º aniversario de Mazinger Z y confirmó que el título estaría presente en el AnimeJapan 2017 del mes de marzo. La película se estrenó en Japón el 13 de enero de 2018 con el título Mazinger Z: Infinity. Se trata de una continuación de la serie original pero ambientada 10 años después.

### Películas inspiradas en Mazinger Z
- Taekwon V 1976: en 1976 en Corea del Sur se realizó una serie animada llamada Taekwon V(로보트 태권 V), cuyo personaje principal en su diseño prácticamente es idéntico a Mazinger, con algunas diferencias en su cabeza. Taekwon V fue dirigida por Kim Cheong-gi. Kim Cheong-gi ha dicho que Mazinger Z fue una fuente de inspiración para crear al héroe coreano. Ésta fue una de las tantas imitaciones coreanas que también harían con Grendizer. En 1976 salió en una película sobre un robot coreano muy parecido físicamente a Mazinger Z.

- Mazinger Z, el robot de las estrellas: fue el título con el que se comercializó en México y España el filme "Supa robot Maha Baron" cuya producción japonesa de 1972 dirigida por Koichi Takano, fue cambiada en 1974 en Taiwán hacia una "versión internacional" que fue más conocida por "The Iron Man" incluyendo doblaje en chino e inglés.

En 1978 se estrenó en las pantallas del cine de España la versión doblada al castellano del film. Nos encontramos con un robot diferente, que exhibía características similares a las de Mazinger Z. Este robot de color rojo era tripulado por un joven que se acoplaba a él mediante un coche volador, accediendo por detrás de la cabeza. Lanzaba los puños en los que llevaba cuchillas que le surgen de los nudillos, y lanzaba también rayos láser desde sus ojos rectangulares y misiles desde su boca, enfrentando a tres monstruos mecánicos, uno de los cuales se asemejaba al Burogun G3 aparecido en el episodio 55 de la serie manga de Mazinger Z. El film estaba confeccionado al estilo Godzilla, marcando el precedente para los futuros Power Rangers, pues era evidente que se trataba de un hombre enfundado en un traje de robot quien actuaba.
Basándose en esta película, Editorial Valenciana publicó en 1978 una serie de cómic del mismo título, obra del guionista Federico Amorós y el dibujante Sanchis.
Se registran de manera extraoficial tres filmes de Mazinger en español, algunos mezclas de diferentes editoras, a saber:
- Groicer X 1978: en España se proyectó en 1978 en las salas de cine una película titulada "Maxinger X contra los monstruos", un largometraje hecho a partir de varios episodios de la serie Groizer X creado por Gō Nagai. Groizer era un robot gigantesco que podía adoptar la forma de un avión de carga. Aprovechando el éxito de Mazinger Z, el robot protagonista fue renombrado como Maxinger X. Ver El Justiciero.

- Super Mazinger Z: Esta película se estrenó en España en 1979. Se trataba de un montaje de las OVAs "Mazinger Z contra Devilman", "Mazinger Z contra el General Negro" y "Gran Mazinger contra Getter Robot". Fue doblado al español de España, pero no por los mismos actores que hicieron el doblaje de la serie en España.

- El invencible Mazinger Z y Vuelve el invencible Mazinger Z (Bootleg 1987): Toei Animation afirma que no hubo licencia para distribución de sus películas en Latinoamérica, sin embargo VideoCine de Televisa en conjunto con una licencia exclusiva otorgada a Producciones Carlos Amador (hoy Magic Sound)[79] en la década de los 80 permitieron su exhibición en Latinoamérica con los filmes que fueron doblados por Cadicy International de Miami en 1977, que como estrategia para comercializarlas, las uniría como una sóla película de hasta 90 minutos, las dos partes unidas como una misma película fue conocida bajo el título "El invencible Mazinger Z". La unión de estas películas fueron exhibidas en 23 grandes salas de la Ciudad de México en febrero de 1987, entre ellas el gigantesco Cine Opera de la capital mexicana donde se presentara una década después Héroes del Silencio antes de su abandono y en algunas otras de la zona metropolitana y del interior del país. El filme superó en tiempo de exhibición a muchos otros filmes de todo tipo en la época, siendo exhibida hasta por siete semanas.[80][81]

Éste filme como tal no existe, fue una edición hecha por Cadicy International y al finalizar la película, se exhibiá un tráiler de una próxima y "segunda película" llamada "Vuelve el Gran Mazinger Z" cuyo tráiler mostraba un avance con imágenes de lo que fue la unión de los OVAS "Great Mazinger vs. Getter Robot" y "Great Mazinger vs. Getter Robot G", "Vuelve el Gran Mazinger Z" nunca llegó a exhibición en los cines de la república mexicana por razones desconocidas. 
Para hacerla ver de manera uniforme al espectador, Cadicy cambió en las películas de Great Mazinger el nombre de Tetsuya por Koji y dejó al mismo actor de doblaje, el cubano Pedro Valentín de Pool para que diera voz a ambos personajes.
Éste mismo material durante los años 90's fue comercializado en formato de video Beta y VHS en México por la empresa VideoMax (hoy Gussi S.A. de C.V.).

## Juguetes
Popy Toy Company, un fabricante de juguetes japonés desaparecido, lanzó en 1973 figuras de Mazinger Z hechos de polietileno. Se vendieron 400,000 unidades en menos de cinco meses.
En 1997 la empresa Bandai sacó modelos de Mazinger Z dentro de la línea Soul of Chogokin. Estaban fabricados principalmente de metal, aunque tenían partes de plástico y de ABS. con el tiempo se hicieron más versiones de Mazinger Z, así como de Afrodita A, Diana A, Robot Boss, Minerva X e incluso de algunas Bestias Mecánicas.
En España se comercializó un curioso kit que no llegaba a disfraz compuesto de una máscara con la cara del robot y 2 puños de plástico huecos que con una simple goma elástica atravesada en su interior que se colocaba entre el pulgar y el índice de la mano permitía al niño lanzarlos al soltar el asa interior que tenían.

## Videojuegos
Bandai programa para la consola japonesa Super Famicom en 1993 un videojuego basado en la serie donde aparecen varios monstruos mecánicos de la misma.
Sega programa el videojuego MazinSaga o Mazin Wars para su consola Sega Mega Drive en 1993.
Banpresto también realiza una versión para salas de arcade llamada "Mazinger Z" donde se elegía a Mazinger Z, Great Mazinger o Grandizer como personajes de batalla, la orientación de la pantalla en este videojuego era vertical.
Mazinger Z forma parte de las varias versiones del videojuego Super Robot Wars (スーパーロボット大戦 ''Sūpā Robotto Taisen?) de Banpresto.